# Pomnik Bundowców i Cukunftowców w Warszawie
Pomnik Bundowców i Cukunftowców w Warszawie – pomnik znajdujący się na cmentarzu żydowskim przy ulicy Okopowej w Warszawie, upamiętniający powstańców getta warszawskiego wydanych Niemcom i rozstrzelanych w Płudach.
Pomnik autorstwa Natana Rapaporta znajduje się w alei głównej cmentarza (kwatera 12, rząd 4). Stoi na grobie powstańców getta warszawskiego: Jurka Błonesa, jego siostry Guty (uciekinierki z transportu do Treblinki) i brata Eliezera (najmłodszego powstańca getta, ur. 1930), Zalmana Fridricha, Feigełe Goldszteina i Gabriela Fryszdorfa, którzy po upadku powstania znaleźli się w lasach otaczających Warszawę. Będąc w Płudach zostali wydani Niemcom i zabici.